# Anoplodactylus batangensis
Anoplodactylus batangensis is een zeespin uit de familie Phoxichilidiidae. De soort behoort tot het geslacht Anoplodactylus. Anoplodactylus batangensis werd in 1938 voor het eerst wetenschappelijk beschreven door Helfer. 